# Zurück zum Glück
Zurück zum Glück – album niemieckiego zespołu punkrockowego Die Toten Hosen, wydany w 2004 roku. 

## Lista utworów
1. „Kopf oder Zahl” (von Holst, Frege/Frege) − 2:46
2. „Wir sind der Weg” (Breitkopf/Frege) − 2:18
3. „Ich bin die Sehnsucht in dir” (von Holst/Frege, Weitholz) − 4:03
4. „Weißes Rauschen” (Meurer/Frege) − 2:07
5. „Alles wird vorübergehen” (von Holst/Frege) − 3:11
6. „Beten” (von Holst/Frege) − 2:47
7. „Wunder” (Breitkopf/Frege, Funny van Dannen) − 2:41
8. „Herz brennt” (Meurer/Frege) − 3:57
9. „Zurück zum Glück” (van Dannen, Frege/Frege, van Dannen) − 2:42
10. „Die Behauptung” (von Holst/Frege) − 3:05
11. „How Do You Feel?” (Breitkopf/T. V. Smith) − 3:22
12. „Freunde” (Frege, von Holst/Frege) − 4:01
13. „Walkampf” (Frege, van Dannen/van Dannen, Frege) − 3:34
14. „Goldener Westen” (von Holst, Frege/Frege) − 2:50
15. „Am Ende” (Meurer/Frege) − 3:19

## Single
- 2004 „Ich bin die Sehnsucht in dir”
- 2004 „Walkampf”
- 2005 „Alles wird vorübergehen”
- 2005 „Freunde”

## Wykonawcy
- Campino – wokal
- Andreas von Holst – gitara
- Michael Breitkopf – gitara
- Andreas Meurer – gitara basowa
- Vom Ritchie – perkusja
- Raphael Zweifel – wiolonczela w utworze 10
- Hans Steingen's – orkiestra w utworze 10

## Listy przebojów
| Rok  | Kraj       | Pozycja |
| ---- | ---------- | ------- |
| 2002 | Niemcy     | 1       |
| 2002 | Austria    | 2       |
| 2002 | Szwajcaria | 3       |